# Olvés
Olvés è un comune spagnolo di 147 abitanti situato nella comunità autonoma dell'Aragona.